# Село Т. Рыскулова
Село Т. Рыскулова (каз. Т.Рыскулов, до 199? г. — Жданово) — село в Меркенском районе Жамбылской области Казахстана. Административный центр Рыскуловского сельского округа. Код КАТО — 315444100.

## Население
В 1999 году население села составляло 997 человек (496 мужчин и 501 женщина). По данным переписи 2009 года, в селе проживали 1162 человека (581 мужчина и 581 женщина).